# Giaches de Wert

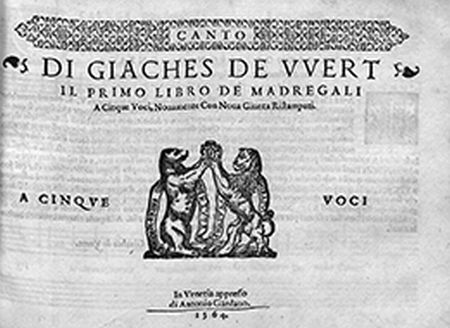
Portada del Primer libro de madrigales de Giaches de Wert.

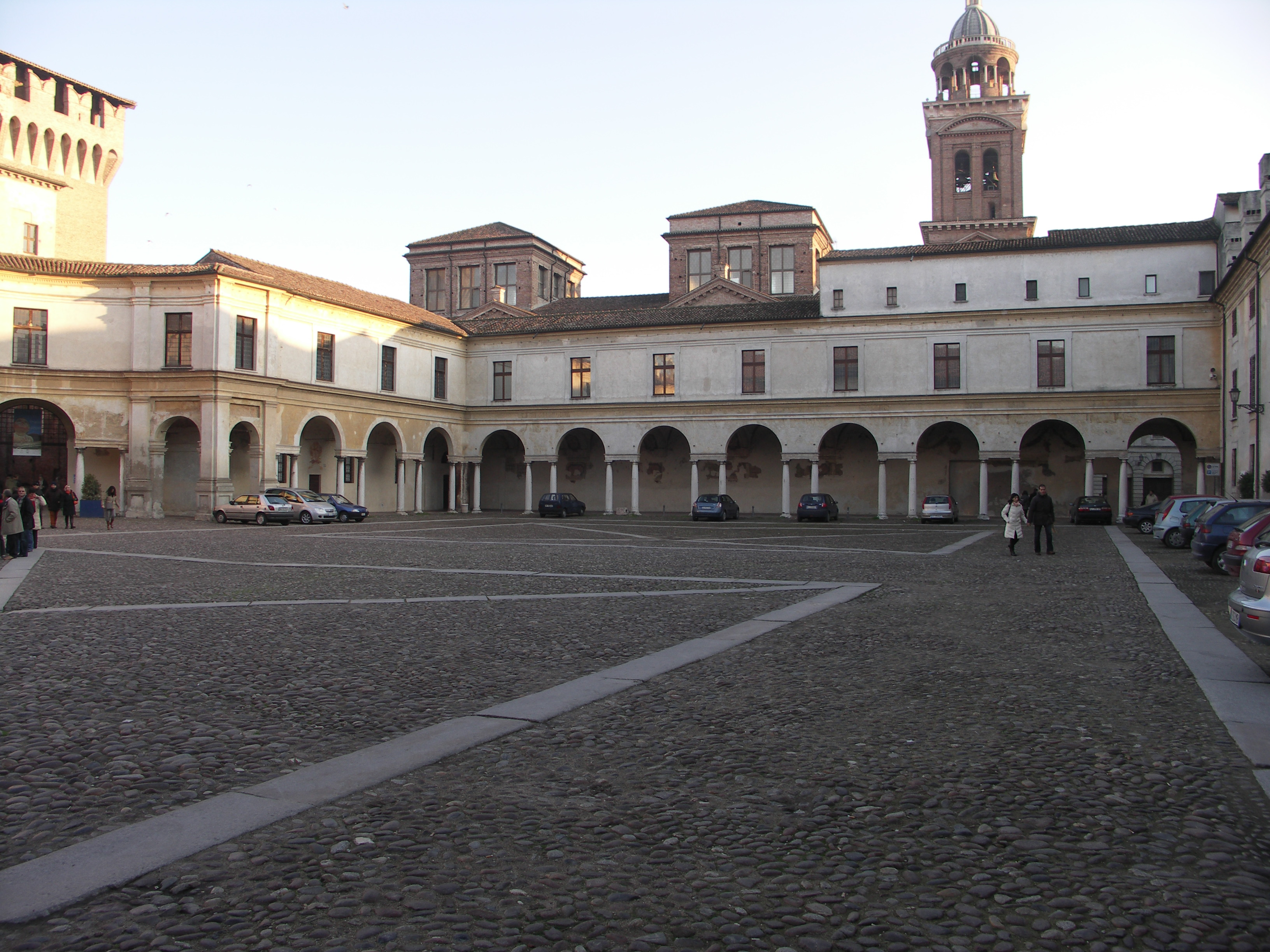
Campanile de la iglesia de Santa Barbara, en el Palacio Ducal de Mantua. Wert trabajó para los Gonzaga en esta iglesia entre 1565 y 1592. Su tumba se encuentra en la cripta del templo.

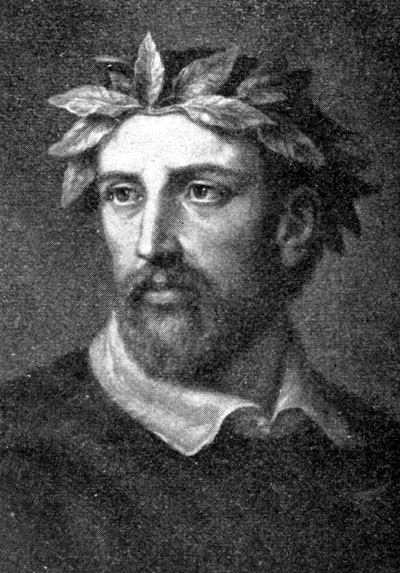
Retrato de Torquato Tasso, cuyos poemas fueron puestos en música por Wert.

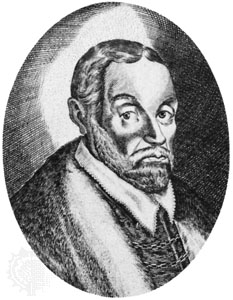
Retrato de Giovanni Battista Guarini. Wert utilizó numerosos textos de Guarini (como Il pastor fido o su poema Tirsi morir volea) en sus composiciones.

Giaches de Wert (Gante o Weert, c. 1535 - Mantua, 6 de mayo de 1596) fue un compositor de la escuela francoflamenca que desarrolló su carrera en Italia, especialmente en las cortes de Mantua y Ferrara. Fue uno de los mayores impulsores del desarrollo del estilo madrigalista del último Renacimiento y anunció las novedades del estilo barroco. Su influencia en otros compositores de finales del siglo XVI fue muy grande, especialmente en Claudio Monteverdi. 

## Vida
Apenas se conocen datos de sus primeros años de vida, salvo que procedía de Flandes. De niño se trasladó al sur de Italia, a Avellino, localidad próxima a Nápoles. De niño, perteneció a la escolanía de la capilla de la marquesa de Paudlla, Maria di Cardona, quien se casó con el marqués de Massalombarda, Francesco d'Este, capitán de las tropas del emperador Carlos V; Francesco era hijo de Lucrecia Borgia y de Alfonso I de Este. Las campañas militares de Francesco le conducían a menudo a Francia y a otros lugares, y después regresaba a Italia trayendo con él a los jóvenes talentos musicales que iba conociendo. La relación del músico Wert con la familia Este durará casi toda su vida.
En algún momento después de 1550 comenzó a trabajar para la Familia Gonzaga en Novellara, una ciudad situada en la actual provincia de Reggio Emilia donde los Gonzaga favorecían una floreciente actividad musical.  Alfonso I construyó un teatro y encargó a Giaches de Wert la organización de espectáculos allí.
La relación entre las familias Gonzaga y Este era muy estrecha. Por ello, a principios de la década de 1550 Wert viajó en alguna ocasión a Mantua y a Ferrara, grandes centros políticos y de actividad musical, donde coincidió con el renombrado madrigalista Cipriano de Rore, quien influyó decisivamente en el estilo de la primera época de Wert. Wert siguió establecido en Noveralla (donde se casó con Lucrezia Gonzaga y tuvo con ella al menos seis hijos) hasta principios de los años 1560, cuando aceptó el puesto de maestro de capilla en la capilla principal de los Gonzaga en Milán. Su estancia allí no fue larga, pues en 1565 se estableció en Mantua, donde llegó a ser maestro de capilla en la iglesia de Santa Bárbara del Palacio Ducal.
En Mantua, la mujer de Wert, Lucrezia, tuvo una relación adulterina con otro músico (y competidor de Wert en Santa Bárbara), Agostino Bonvicino. Cuando estos amores fueron conocidos públicamente, Lucrezia debió abandonar Mantua, pero Wert prefirió permanecer en la ciudad y seguir con su trabajo. Lucrezia regresó tiempo después a Noveralla, donde tuvo relaciones amorosas con un hijo ilegítimo del conde Francesco. llamado Claudio. Lucrezia tomo parte en un complot para asesinar al tío el día que muriera el conde, para convertirse así en heredero. Descubierta la conspiración, Claudio pudo escapar de la justicia, pero no así Claudia y otros conspiradores. Fue encarcelada y murió en  prisión en 1584.
Pese a estas difíciles circunstancias personales, Wert mantuvo su trabajo en Mantua y permaneció como maestro de capilla hasta 1592. La década siguiente fue muy productiva desde el punto de vista musical: fue cuando escribió el primero de sus cuatro libros de madrigales a cinco voces, y también el primer libro de madrigales a cuatro voces. Las dedicatorias de estas publicaciones son significativas: el dedicatario de una de ellas es Gonzalo Fernández de Córdoba y Fernández de Córdoba, III Duque de Sessa, a quien agradece en el prefacio que le haya permitido dirigir su coro  (Fernández de Córdoba fue gobernador de Milán entre 1558 y 1560). Durante los últimos años de la década de 1560 Wert rechazó las numerosas ofertas que tuvo de distintos patronos para cambiar de empleo. La más importante le llegó en Augsburgo, donde la espectacular capacidad de Wert para improvisar deslumbró a la corte y se le solicitó su traslado a Praga, para quedar al servicio del emperador Maximiliano II de Habsburgo. También rechazó trabajar para la familia Farnesio en la corte de Parma. Sin embargo, sí se vinculó muy estrechamente a la corte de los Este en Ferrara durante las décadas de 1570 y 1580, sin que tuviera ningún empleo concreto allí. Ferrara y Mantua estaban muy unidas por lazos dinásticos y se intercambiaban con frecuencias músicos, pero existía una gran diferencia entre ambas ciudades: Ferrara era muy progresista, mientras que Mantua era más conservadora y allí estaban plenamente vigentes los principios de la Reforma católica. Wert se sentía más cómodo en el ambiente musical ferrarés, hasta el extremo de que su patrón tuvo que escribirle el 22 de diciembre de 1582 requiriéndole que regresara a su puesto en Mantua. Wert se había enamorado de Tarquinia Molza, la cantante y poeta más famosa de Italia, que se encontraba viuda y que era dama de compañía en Ferrara, por lo que Wert prolongaba cuanto podía sus estancias en esta ciudad. Ese mismo año la mujer de Wert murió en prisión, en Novellara. Su relación con Tarquinia terminó abruptamente, cuando sus amores se hicieron públicos (fueron sometidos a espionaje y se interceptaron sus cartas amorosas). Tarquinia pertenecía a la nobleza y Wert era un siervo, lo que resultaba escandaloso e inaceptable para la mentalidad de la época.
Wert enfermó de malaria en 1582 y su salud se resintió ya para el resto de su vida. Pese a todo, siguió componiendo y escribió una misa para la coronación del duque Vincenzo Gonzaga en 1587 y numerosos madrigales para el concerto delle donne, el famoso grupo musical de mujeres de Ferrara, que eran cantantes de gran virtuosismo. En 1592 Giovanni Giacomo Gastoldi ocupó su puesto de maestro de capilla en Mantua, y en agosto de 1595 dedicó su último libro de madrigales. Wert murió en 1596 en Mantua, en su casa próxima el palacio ducal. Su tumba está cerca de la de su contemporáneo el compositor Francesco Rovigo, en la cripta de Santa Bárbara, la iglesia en la que trabajó durante muchos años.

## Obra musical

### Música profana
Aunque Wert practicó tanto la música vocal como la instrumental y, dentro de la primera, tanto la sacra como la profana, la parte más conocida de su obra artística son sus madrigales. Escribió aproximadamente 230, que publicó en dieciséis libros (el primero en 1558 y el último, de aparición póstuma, en 1608). Casi todos ellos están escritos para cinco voces, si bien el libro publicado en 1561 está concebido para cuatro voces y en la colección póstuma se incluyen obras variadas, que van de las cinco a las siete voces.

#### Primera etapa: influencia de Rore
El estilo de la primera etapa de Wert está muy influido por Cipriano de Rore, el gran madrigalista activo en Ferrara a mediados del siglo XVI. Los tres primeros libros de Wert muestran características propias de la música de Rore, como su cromatismo o (como destacó Alfred Einstein) una indiferencia ante lo formal y una lucha por la expresividad intensa. De manera similar a los madrigales de  Adrian Willaert, Wert exploró regiones tonales distantes, al tiempo que evitaba las progresiones armónicas violentas. Mostró predilección por un estilo declamatorio y homofónico, que fue refinando a lo largo de su carrera y que influirá en Monteverdi. Además, tenía gran gusto por las voces agudas, algo que acabó siendo una característica definitoria de la música de la corte de los Este en Ferrara.  Entre los poetas a los que puso música en estos primeros libros de madrigales se encuentran Pietro Bembo, Petrarca y Ariosto.

#### Segunda etapa: influencia veneciana
En la etapa intermedia de su carrera, el estilo de Wert se fue alejando del de Rore para acercarse al de compositores venecianos como Andrea Gabrieli. La homofonía pura se fue haciendo más común en sus obras, y comenzó a explorar registros y texturas contrastadas; aparte, su estilo ganó en lirismo. También cambió de poetas preferidos. Si al principio de su carrera usó textos de Bembo y Petrarca (y más tarde de Ariosto), ahora usará composiciones de Giovanni Battista Guarini y Torquato Tasso. Su sexto libro de madrigales para cinco voces (1577) incluye tres ciclos de madrigales, lo que supuso una gran innovación que llegó a ser todo un subgénero musical al final de la centuria. Los ciclos incluían dos canzone de Petrarca y un capitolo de Ariosto. Están compuestos de una manera declamatoria, con un tratamiento de las líneas vocales que prefiguran la monodia típica de la última etapa de Wert.

#### Tercera etapa: influencia ferraresa
Wert compuso para el grupo de mujeres cantoras conocidas como  el concerto delle dame de Ferrara. Sus madrigales se adaptaron al estilo virtuoso de estas intérpretes y también a sus voces agudas. Su música estuvo muy influida en este periodo por la de los músicos ferrareses como Luzzasco Luzzaschi. También los poetas a los que puso música estaban estrechamente vinculados con Ferrara, como Tasso y Guarini. En su décimo libro de madrigales (1591), seis de las composiciones pueden interpretarse por un solo cantante con acompañamiento instrumental, lo que se considera un precedente de la ópera. Son obras tonales que anticipan los cambios en el lengua musical que caracterizarán al Barroco. Casi todas las últimas composiciones de Wert son homofónicas y sólo ocasionalmente aparecen pasajes polifónicos, con una función contrastante. La influencia de los músico venecianos solo se percibe ahora en su uso del estilo concertante, con grupos de voces en diálogo.
Para su último libro de madrigales publicado en vida, el undécimo, tomó pasajes de la obra de Guarini Il pastor fido, uno de los textos más populares entre los compositores de la época, al que pusieron música en numerosas ocasiones. Póstumamente, apareció otro libro de madrigales con obras de cuatro a siete voces. Una de las piezas está basada en otro texto muy famoso de Guarini, el poema Tirsi morir volea, que el musicólogo Alfred Einstein juzgó muy duramente por la -en su opinión- extrema obscenidad de la letra y su ausencia de valores poéticos, lo que no impidió que su popularidad fuera enorme y que numerosos compositores lo pusieran música (además de Wert, quien lo hizo en 1581, también se inspiraron en él  Luca Marenzio, Andrea Gabrieli, Camillo Zanotti y Carlo Gesualdo). El poema trata sobre los amores entre una ninfa y un pastor (Tirsi) que llegan simultáneamente al orgasmo, aludido bajo la forma de una muerte de la que renacen.

### Música sacra
Wert escribió muchas obras religiosas, pero en vida solo publicó tres libros de motetes (en 1566, 1581 y 1581) y alguna otra obra en antologías colectivas, junto a otros compositores (fue el caso de su Missa Dominicalis). Sus otras seis misas permanecieron inéditas, en manuscrito, así como la mayor parte de la música que compuso para la iglesia de Santa Bárbara en Mantua.
El estilo de su música religiosa es muy variado: tiene obras completamente homofónicas, escritas con absoluta claridad para que se entendiera el texto (tal y como determinaban los dictados del Concilio de Trento, que en Mantua se aplicaban con rigor) hasta otros motetes cuya intensa expresividad es similar a la de sus madrigales. Esto es especialmente evidente en sus colecciones de 1581: su  Ascendente Jesu, por ejemplo, contiene tiene un estilo similar al de sus composiciones ferraresas de la época.

## Obras
Modernamente se ha publicado la obra íntegra de Wert, tanto profana como religiosa, en el Corpus Mensurabilis Musicae (CMM), en edición de Carol MacClintock and M. Bernstein.

### Música profana: madrigales,canzonette
- Il primo libro de madrigali (Venecia, 1558, a cinco voces).
- Il primo libro de madrigali (Venecia, 1561; cuatro voces).
- Madrigale del Fiore, Libro Primo (Venecia, 1561, a cinco voces).
- Madrigale del Fiore, libro secondo (Venecia, 1561, a cinco voces).
- Il terzo libro de madrigali (Venecia, 1563, a cinco voces).
- Il secondo libro de madrigali (Venecia, 1564, a cinco voces). Nótese que este tercer libro se publicó antes que el segundo.
- Il quarto libro de madrigali (Venecia, 1567, a cinco voces).
- Il quinto libro de madrigali (Venecia, 1571, a cinco voces).
- Il sesto libro de madrigali (Venecia, 1577, a cinco voces).
- Il settimo libro de madrigali (Venecia, 1581, a cinco voces).
- L'ottavo libro de madrigali (Venecia, 1586, a cinco voces).
- Il nono libro de madrigali (Venecia, 1588, a cinco voces).
- Il primo libro delle canzonette villanelle (Venecia, 1589, a cinco voces).
- Il decimo libro de madrigali (Venecia, 1591, a cinco voces).
- L'undecimo libro de madrigali (Venecia, 1595, a cinco voces).
- Il duodécimo libro de madrigali (Venecia, 1608, de cuatro a siete voces, póstumo).

También publicó numerosas obras sueltas o en antologías, entre 1558 y 1590.

### Música sacra
Aunque la mayor parte de su obra en este género permaneció inédita, se publicaron los siguientes libros.
- Motectorum liber primus (Venecia, 1566, a cinco voces).
- Il secondo Libro de motetti (Venecia, 1581, a cinco voces).
- Modulationum liber primus (Venecia, 1581, a seis voces).

Entre 1563 y 1609 publicó varias obras sueltas o en antologías.